# Шкала Занга для самооценки депрессии
Шкала Занга для самооценки депрессии (англ. Zung Self-Rating Depression Scale) — тест для самооценки депрессии, разработанный в Университете Дюка психиатром доктором Уильямом Зангом.
Этот  инструмент самооценки психического состояния подтвердил свою эффективность для предварительной диагностики и скрининга депрессивного расстройства..

Шкала Занга для самооценки депрессии переведена на многие языки, переделана и валидизирована в различных этнических и культурных средах.
В России тест адаптирован Т. И. Балашовой в отделении наркологии НИИ имени Бехтерева.
Тест позволяет оценить уровень депрессии пациентов и определить степень депрессивного расстройства.
При помощи шкалы Занга испытуемый или врач могут произвести самостоятельное обследование или скрининг депрессии.
Тест «Шкала Занга» обладает высокой чувствительностью и специфичностью и позволяет избежать дополнительных экономических и временных затрат, связанных с медицинским обследованием этических проблем.
В тестировании учитывается 20 факторов, которые определяют четыре уровня депрессии.
В тесте присутствуют десять позитивно сформулированных и десять негативно сформулированных вопросов.

## Подсчёт баллов и оценка результатов
Каждый вопрос оценивается по шкале Ликерта от 1 до 4 (на основе этих ответов: «никогда», «иногда», «часто», «постоянно»).
Результаты шкалы могут быть от 20 до 80 сырых баллов. 
После их трансформации в индексы, как описано в работе[12] (Zung W.W. The Depression Status Inventory: an adjunct to the Self-Rating Depression Scale. Journal of Clinical Psychology. 1972. 28(4). 539-543.), эти результаты делятся на четыре диапазона:
- 20—49 — нормальное состояние;
- 50—59 — лёгкая депрессия;
- 60—69 — умеренная депрессия;
- 70 и выше — тяжелая депрессия.

Полная процедура тестирования с обработкой занимает 20—30 минут.